# ثبج عربي
الثبج العربي أو البومة المتوارية العربية (الاسم العلمي: Otus pamelae) هي بومة صغيرة متوطنة في السعودية وعمان واليمن. يقدر عدد الأفراد الحاليين للأنواع بحوالي 60,000 فرد. 